# Pontificia Universidad Católica de Puerto Rico, Recinto de Mayagüez
La Pontificia Universidad Católica de Puerto Rico, Recinto de Mayagüez es una universidad católica privada ubicada en la ciudad de Mayagüez en Puerto Rico. Forma parte de la Pontificia Universidad Católica de Puerto Rico ubicada en Ponce.

## Historia
La universidad empezó como una extensión de la Pontificia Universidad Católica de Puerto Rico en Ponce a principios de los años 1960. En 1982 se le otorgó al recinto de Mayagüez el título oficial de "centro" y más tarde en 1996 se le designó como el Recinto de Mayagüez de la Pontificia Universidad Católica de Puerto Rico en Mayagüez. En el año académico de 1989 a 1990, se inauguraron las instalaciones en la calle Ramón Emeterio Betances.

## Instalaciones
El campus tiene cuatro edificios, los edificios: Monseñor Ulises Casiano, el Centro de Estudiantes, el Centro Tecnológico y el EUTHAC. 
La universidad tiene una matriculación de más de 1.500 estudiantes con un profesorado de aproximadamente 100 profesores tanto a tiempo completo como a tiempo parcial.

## Oferta académica
La universidad ofrece titulaciones en educación, ciencias, administración de empresas, artes y humanidades). La universidad ofrece maestrías en tres áreas académicas incluyendo: administración de empresa (4 especializaciones), educación (3 especializaciones) y ciencias sociales.
La universidad también ofrece varios certificados técnicos no-universitarios en diversas especializaciones.